# Lista de projetos não produzidos da série de filmes X-Men
A série de filmes X-Men, produzida pela 20th Century Fox e baseada em X-Men, da Marvel Comics, possui diversos filmes que não foram produzidos por vários motivos, o principal motivo foi a aquisição da 21st Century Fox pela The Walt Disney Company. A compra da Fox pela Disney fez com que quase todos os projetos cinematográficos da 20th Century Fox tivessem que ser pausados, com exceção dos filmes Dark Phoenix (2019) e The New Mutants (2020), que já haviam terminado sua pós-produção, além de um terceiro filme de Deadpool, que foi lançado em 2024 intitulado Deadpool & Wolverine dentro do Universo Cinematográfico Marvel.

## Filmes cancelados

### X-Men Origins: Magneto
Em 2007, David Goyer foi contratado para escrever o roteiro de uma sequência de X-Men Origins: Wolverine, sobre o personagem Erik Lehnsherr / Magneto. O filme teria sua data de lançamento prevista para o ano de 2015, com o filme se passando em 1961, em uma época onde os mutantes não eram tão comuns entre a sociedade. Mostrando a amizade entre Charles Xavier e Erik Lehnsherr tendo sua amizade sendo formada e sendo destruída. O filme foi cancelado após o fracasso de críticas de X-Men Origins: Wolverine (2009), além de alguns conceitos e ideias que seriam utilizadas no filme foram reutilizadas em X-Men: First Class (2011).

### Gambit
Em outubro de 2014, Josh Zetumer foi contratado para escrever o roteiro de um filme sobre o personagem Remy LeBeau / Gambit com base no tratamento do escritor de quadrinhos Chris Claremont. Em junho de 2015, Rupert Wyatt foi contratado para dirigir, mas deixou em setembro. Mais tarde Wyatt revelou que deixou a produção porque a apenas dez semanas do filme entrar em produção, o fracasso de Fantastic Four (2015) fez a Fox reduzir drasticamente o orçamento de Gambit, e Wyatt não estava disposto a reescrever o roteiro para acomodar as novas restrições financeiras. Em novembro, Doug Liman estava em negociações finais para dirigir o filme. No entanto, em agosto de 2016, Liman deixou o projeto para dirigir Liga da Justiça Sombria (2017). O filme iria estrelar Channing Tatum no papel principal, enquanto Donner, Kinberg, Tatum e Reid Carolin estão juntos como produtores. Kinberg afirmou que o filme tem a intenção de ser o primeiro de vários focados no Gambit. Em agosto de 2017, Tatum afirmou que o roteiro estava em processo de reescrita. Em outubro, foi anunciado que Gore Verbinski assinou como diretor, enquanto Zetumer continua trabalhando no roteiro. As filmagens iriam começar em junho de 2018. Em maio de 2019, o filme foi retirado do cronograma de lançamento.
Channing Tatum interpretou Gambit em Deadpool & Wolverine.

### X-Force
Em julho de 2013, Jeff Wadlow foi contratado para escrever e dirigir uma adaptação cinematográfica da série de quadrinhos X-Force, com Lauren Shuler Donner anexada para produzir. Mark Millar, o consultor criativo dos filmes baseados na Marvel Comics da 20th Century Fox, afirmou que o filme contará com cinco personagens como protagonistas. Após o lançamento de Deadpool, Ryan Reynolds disse que o Deadpool deve aparecer no filme. Em maio de 2016, Simon Kinberg estava no processo de reescrever o roteiro. Em fevereiro de 2017, Joe Carnahan assinou como diretor, além de ser co-roteirista com Reynolds. Em setembro do mesmo ano, o estúdio decidiu contratar Drew Goddard para escrever e dirigir, enquanto Kinberg, Reynolds e Donner produzirão o filme. As filmagens iriam começar em outubro de 2018.

### X-Men vs. Fantastic Four
X-Men vs. Fantastic Four (ou X-Men vs. Fantastic Four: Civil War), seria um filme crossover dos filmes X-Men (2000) e Fantastic Four (2005), onde contaria uma rivalidade entre os X-Men e o Quarteto Fantástico, o filme se basearia na saga da Guerra Civil, que depois seria adaptada no filme Captain America: Civil War (2016), no Universo Cinematográfico Marvel. Em 26 de dezembro de 2013, a Fox anunciou que estava trabalhando em um filme crossover entre as duas equipes, embora o desenvolvimento de um filme crossover com as duas equipes estava sendo desenvolvido desde 2009. Em 28 de fevereiro de 2014, Simon Kinberg falou sobre o crossover ideal. Em 18 de abril de 2014, Schmoes Know relatou que a Fox havia abandonado os planos de fazer um filme crossover com as duas franquias, pois Chris Evans, um dos atores principais de Quarteto Fantástico (2005), estava interpretando Steve Rogers / Capitão América no UCM, enquanto a Fox também havia perdido os direitos cinematográficos do Demolidor para a Disney e um filme solo do Deadpool estava começando a tomar forma, além do fracasso crítico dos dois filmes do Quarteto Fantástico. Não se sabe ao certo a trama do filme, embora o elenco giraria em torno dos X-Men: Patrick Stewart ou James McAvoy como Charles Xavier / Professor X, Hugh Jackman como Logan / Wolverine, Famke Janssen como Jean Grey, Halle Berry como Orora Munroe / Tempestade e James Marsden como Scott Summers / Ciclope. Contra o Quarteto Fantástico: Ioan Gruffudd como Reed Richards / Senhor Fantástico, Jessica Alba como Sue Storm / Mulher Invisível, Chris Evans como Johnny Storm / Tocha Humana e Michael Chiklis como Ben Grimm / Coisa. Além da presença de heróis independentes, como Ryan Reynolds como Deadpool e Ben Affleck como Matt Murdock / Demolidor, do filme homônimo de 2003.

### Outros filmes cancelados
Os outros filmes cancelados da franquia X-Men incluem: X-Men 4, uma sequência de X-Men: The Last Stand com sua data de lançamento planejada para 2011; X-23, um filme contando a história de Laura / X-23 após os acontecimentos de Logan; Multiple Man, um filme solo sobre o personagem Jamie Madrox / Homem Múltiplo, foi cancelado por diferenças criativas sobre a escolha do elenco principal; X-Men: Fear the Beast, um filme solo sobre personagem Hank McCoy / Fera; e Deadpool 3 produzido pela Fox, a sequência de Deadpool 2 alterada para Deadpool & Wolverine, sendo lançado pela Disney.

## Séries de televisão canceladas

### Hellfire
Hellfire, em outubro de 2015, uma série intitulada Hellfire estava em desenvolvimento pela 20th Century Fox Television e Marvel Television com uma data de exibição no início de 2017, que seria sido baseada no Clube do Inferno. Em julho de 2016, o projeto não estava mais avançando e a rede fez um compromisso de piloto para uma série diferente baseada em X-Men. O projeto acabou sendo substituída pela série de televisão The Gifted, também baseada nos X-Men, que conseguiu duas temporadas entre outubro de 2017 e fevereiro de 2019.